# Obywatelska inicjatywa ustawodawcza
Obywatelska inicjatywa ustawodawcza (inicjatywa ludowa) – jeden z elementów demokracji bezpośredniej, umożliwiający - ściśle określonej przez prawo grupie obywateli, posiadających pełnię praw wyborczych - wystąpienie z inicjatywą ustawodawczą do parlamentu. Obowiązuje m.in. w Polsce, gdzie prawo takie przysługuje grupie co najmniej 100 tys. obywateli mających prawo wybierania do Sejmu.
Zgodnie z polskim prawem obywatelska inicjatywa ustawodawcza nie dotyczy:
- projektu ustawy budżetowej oraz ustaw bezpośrednio wyznaczających sytuację finansów publicznych – inicjatywę posiada wyłącznie Rada Ministrów (art. 221 Konstytucji)
- projektu ustawy o zmianie Konstytucji – inicjatywa przysługuje grupie obejmującej co najmniej 1/5 ustawowej liczby posłów, Senatowi oraz prezydentowi (art. 235 ust. 1 Konstytucji).

Procedurę obywatelskiej inicjatywy ustawodawczej w Polsce reguluje ustawa z dnia 24 czerwca 1999 r. o wykonywaniu inicjatywy ustawodawczej przez obywateli (Dz.U. z 2018 r. poz. 2120). W celu wniesienia projektu ustawy do Sejmu tworzy się komitet inicjatywy ustawodawczej składający się z co najmniej 15 osób. Komitet ten ma osobowość prawną.
Na zlecenie Marszałka Sejmu Państwowa Komisja Wyborcza weryfikuje podpisy popierające inicjatywę ustawodawczą obywateli.
Obywatelska inicjatywa ustawodawcza, tak jak wszystkie projekty ustaw, podlega zasadzie dyskontynuacji, z tym wyjątkiem, że projekty obywatelskie mogą być procedowane także w następnej kadencji Sejmu. Rzecznik Praw Obywatelskich zwraca uwagę, że projekty te powinny podlegać najwyższej ochronie jako przejaw demokracji bezpośredniej, dlatego zwrócił się do Komisji Ustawodawczej Sejmu RP o zapoczątkowanie dyskusji w sprawie zmiany przepisów.

## Największy sukces frekwencyjny
Największym sukcesem frekwencyjnym w historii obywatelskich inicjatyw ustawodawczych w Polsce była akcja zbierania podpisów pod projektem „Stop aborcji” w 2011 roku. Została ona zainicjowana przez Komitet Inicjatywy Ustawodawczej „Stop aborcji”, związany z Fundacją Pro – Prawo do Życia. W ciągu trzech miesięcy zebrano ponad 600 tysięcy podpisów pod projektem ustawy całkowicie zakazującej aborcji, nawet w przypadkach wyjątków przewidzianych wcześniej przez ustawę z 1993 roku. Projekt został złożony w Sejmie i skierowany do dalszych prac, jednak ostatecznie został odrzucony w drugim czytaniu.
Duże poparcie dla tego projektu było istotnym precedensem, pokazującym skuteczność mobilizacji społecznej wokół spraw światopoglądowych i bioetycznych. 
Od tego czasu również inne inicjatywy w tej tematyce cieszyły się wysoką frekwencją podpisów — m.in. „Zatrzymaj aborcję” (2017) czy „Tak dla religii i etyki w szkole” (2025), które przekroczyły próg kilkuset tysięcy podpisów.